# Заморожений десерт
Заморожений десерт — десерт, приготований шляхом заморожування рідин, напівтвердих речовин, а іноді навіть твердих речовин. В їхній основі може бути підсолоджена вода (струганий лід, фруктовий лід, сорбет, сніговий ріжок), фруктове пюре (сорбет), молоко та вершки (більшість морозива), заварний крем (заморожений заварний крем та деякі види морозива), мус (семіфредо) тощо. Іноді його продають як морозиво в Південній Азії та інших країнах.
У Канаді та інших країнах цей термін часто використовують для імітації морозива, яке не відповідає його юридичному визначенню (наприклад, мелорин).
В Індії було виявлено, що деякі фірмові марки, такі як Hindustan Unilever, продають заморожений десерт, виготовлений з рослинних олій, а не з чистого молока. Відповідно до індійських норм, морозиво, яке виготовляється з сухого молока, але містить немолочний жир, класифікується та позначається як заморожений десерт в Індії.